# Ле-Кост-Гозон
Ле-Кост-Гозо́н (фр. Les Costes-Gozon, окс. Las Còstas de Goson) — коммуна во Франции, находится в регионе Окситания. Департамент — Аверон. Входит в состав кантона Сен-Ром-де-Тарн. Округ коммуны — Мийо.
Код INSEE коммуны — 12078.
Коммуна расположена приблизительно в 540 км к югу от Парижа, в 120 км северо-восточнее Тулузы, в 45 км к юго-востоку от Родеза.

## Население
Население коммуны на 2008 год составляло 177 человек.
| 1962 | 1968 | 1975 | 1982 | 1990 | 1999 | 2008 |
| ---- | ---- | ---- | ---- | ---- | ---- | ---- |
| 281  | 297  | 282  | 257  | 207  | 174  | 177  |

## Экономика

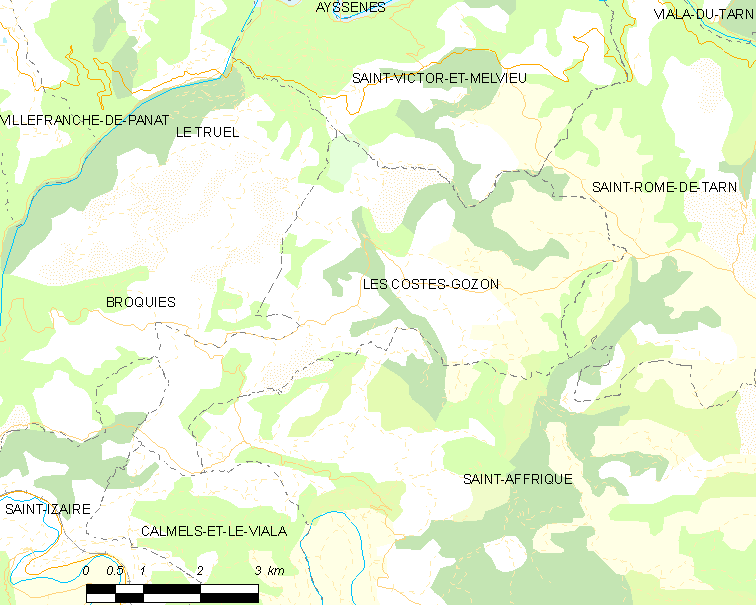
Карта коммуны

В 2007 году среди 113 человек в трудоспособном возрасте (15—64 лет) 77 были экономически активными, 36 — неактивными (показатель активности — 68,1 %, в 1999 году было 63,2 %). Из 77 активных работали 74 человека (41 мужчина и 33 женщины), безработных было 3 (2 мужчин и 1 женщина). Среди 36 неактивных 7 человек были учениками или студентами, 18 — пенсионерами, 11 были неактивными по другим причинам.